# 沙特努瓦 (孚日省)
沙特努瓦（法語：Châtenois，法語發音：[ʃatnwa] ⓘ），法国东北部市镇，位于大东部大区孚日省，隶属于讷沙托区，其市镇面积为17.57平方公里，2022年1月1日时人口数量为1,721人，在法国城市中排名第6,259位。
沙特努瓦位于孚日省西部，韦尔河畔，是一个区域性的中心城市，A31高速公路由此通过。

## 地名来源
根据当地官方网站的论述，沙特努瓦最初以拉丁语“Chastinetum”的形式被记载，后者意为“栗子园”。

## 历史

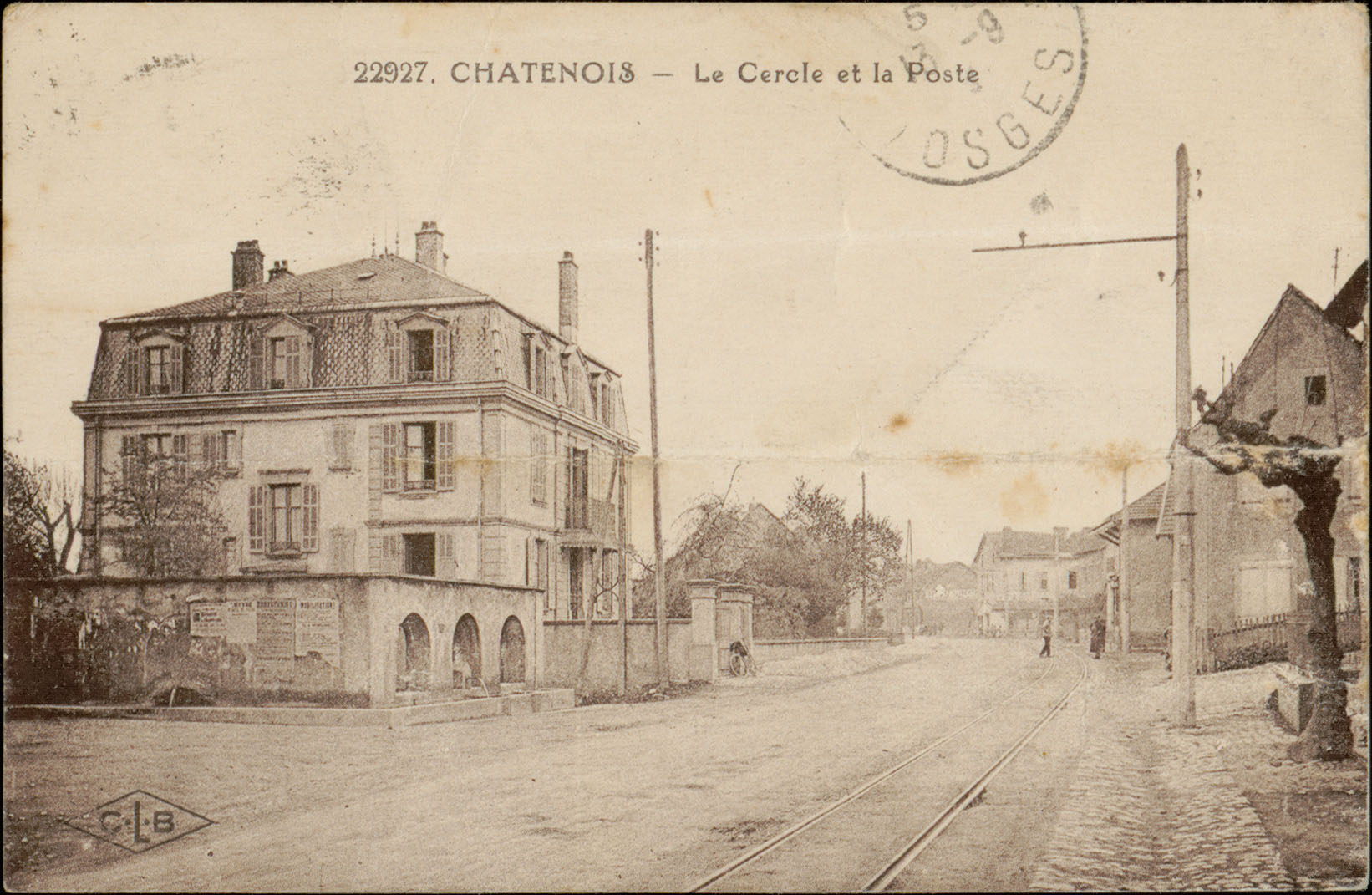
20世纪初的沙特努瓦街头

沙特努瓦的早期历史尚不清楚，公元1048年，沙特努瓦领主热拉尔（又被称为“沙特努瓦的热拉尔”）通过联姻继承了洛林公爵头衔，他在沙特努瓦兴建了城堡，其妻子哈德维希（Hedwige de Namur）于1069年在此创建本笃会修道院。在此后的近一个世纪时间内，沙特努瓦一度成为洛林的名义行政首府，直至12世纪南锡才确定了其首府地位。三十年战争期间，沙特努瓦城堡被摧毁。法国大革命后，沙特努瓦成为孚日省的一个市镇。1878年，途径沙特努瓦的讷沙托－埃皮纳勒铁路建成通车，后于1989年停止客运服务。途径沙特努瓦的A31高速公路则于1985年建成通车。

## 地理

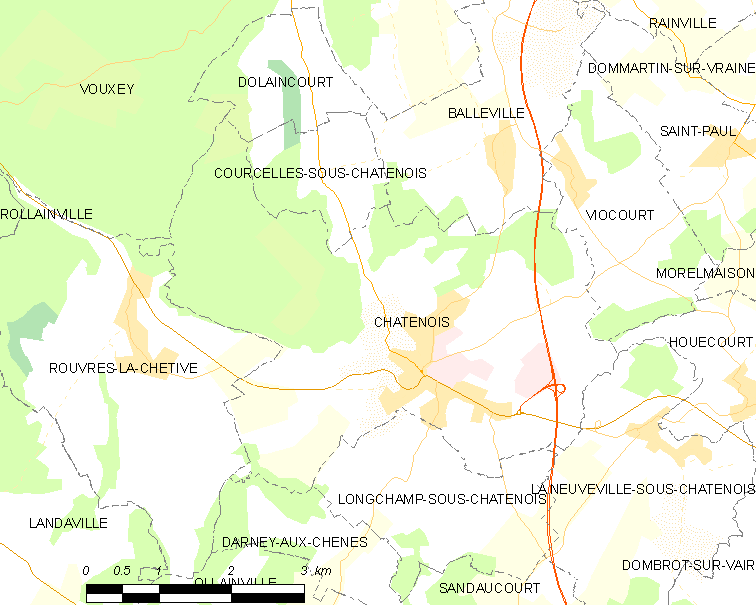
沙特努瓦市镇范围地图

沙特努瓦位于法国东北部，大东部大区中东部和孚日省西部，距离省会埃皮纳勒大约58公里。与沙特努瓦接壤的市镇包括：韦库尔、隆尚苏沙特努瓦、拉讷沃维尔-苏沙特努瓦、鲁夫尔拉谢蒂沃、维奥库尔、武克塞、巴莱维尔、库尔塞勒-苏沙特努瓦、达尔内欧谢讷、多兰库尔。

### 地形
沙特努瓦位于洛林高原南部地区，境内以浅丘为主，市镇中心地势较为平坦，西侧略有起伏，当地的圣伯多禄教堂就建于一处高地之上，全境海拔在303到484米之间。

### 水文
沙特努瓦位于莱茵河流域范围内，韦尔河自南向北流经市区东部。

### 植被
沙特努瓦属于温带阔叶混交林区，市区西部为圣雷米树林（Bois de Saint-Rémy）。
在鲜花城市的评比中，沙特努瓦被评为2星级鲜花城市。

### 气候
沙特努瓦在柯本气候分类法中属于带有大陆性特征的温带海洋性气候。

## 行政区划
沙特努瓦的市镇编号为88095，邮政编号为88170。
在行政管理方面，沙特努瓦隶属于法国大东部大区孚日省讷沙托区；在地方选举方面，沙特努瓦隶属于米尔库尔县，其市镇范围全境被划入孚日省第四选区；在社会管理方面，沙特努瓦是西孚日市镇公共社区的组成部分。
截至2023年3月，沙特努瓦市镇范围内暂无城市敏感街区及城市政策优先街区。
法国国家统计与经济研究所（简称）在进行数据统计时，未将沙特努瓦划入任何城市核心区（Unité urbaine）及城市区（Aire urbaine）。自2020年起，沙特努瓦被划入包含72个市镇的沙特努瓦城市辐射区内。此外，还将沙特努瓦市镇整体看作一个“块区”（IRIS），以便于统计人口分布情况。

## 交通

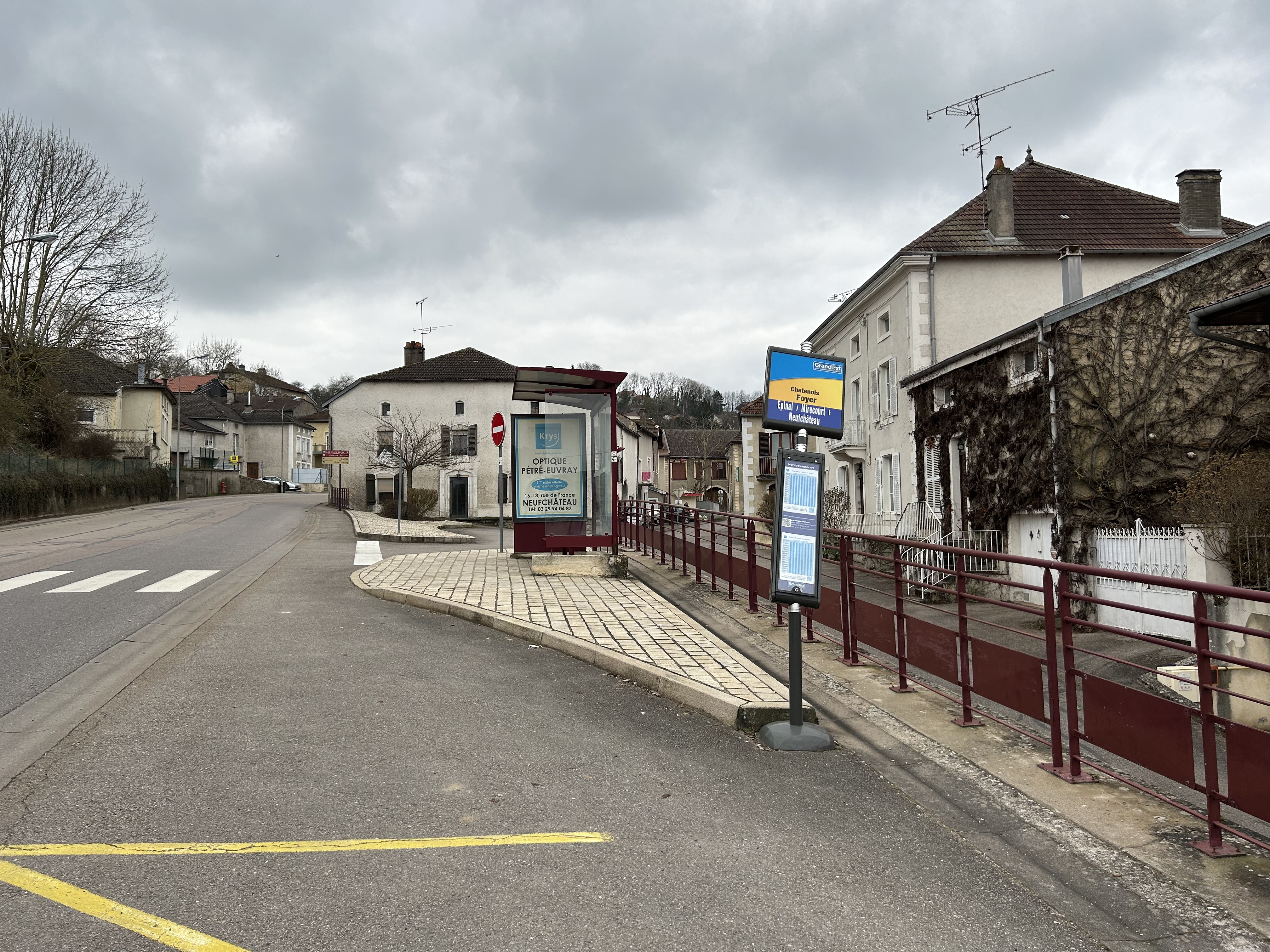
沙特努瓦的城际巴士车站

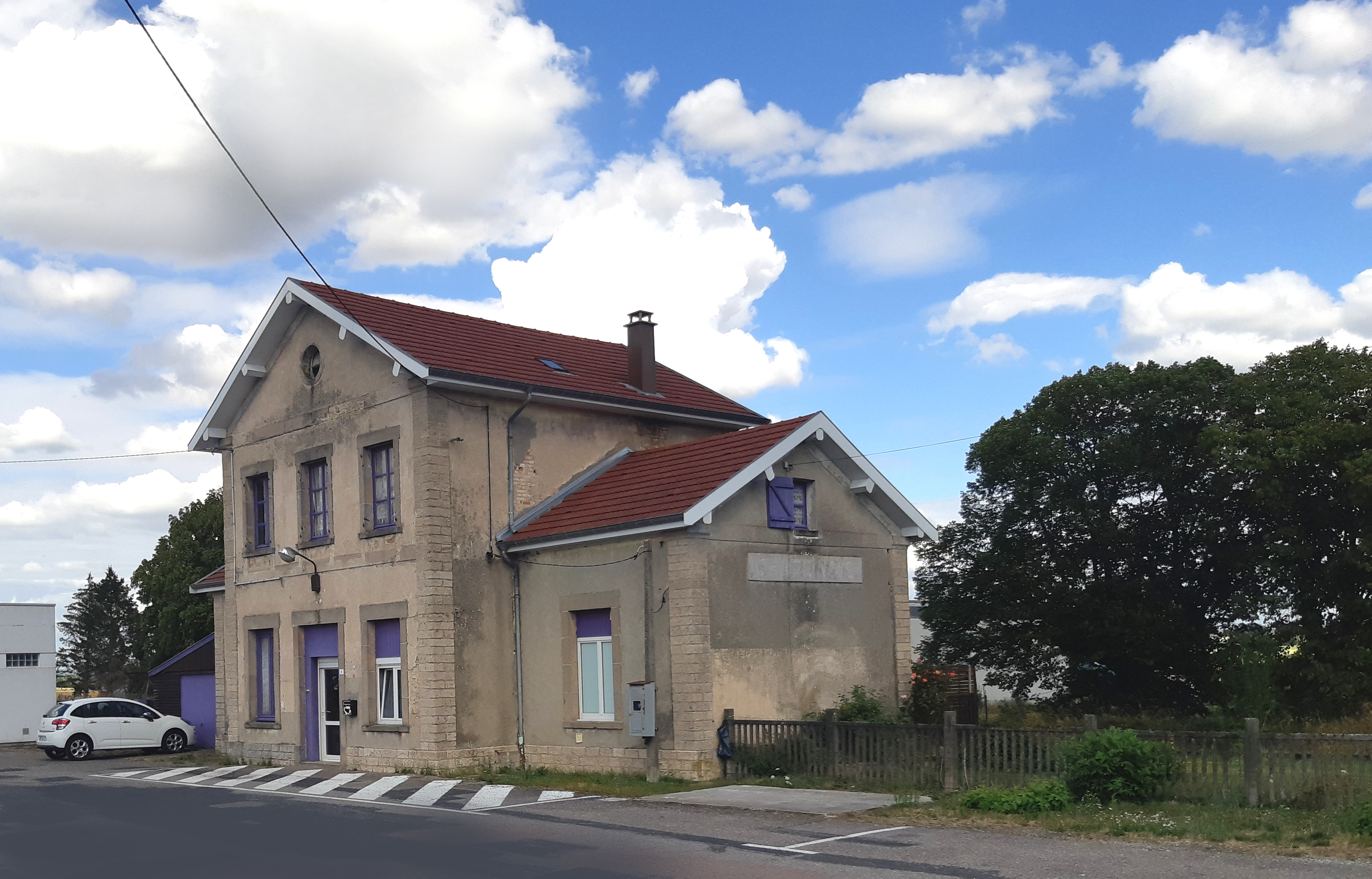
沙特努瓦火车站旧址

### 公路
A31高速公路经过沙特努瓦东部，并设有一处出入口连接市区，此外多条孚日省省道在沙特努瓦境内交汇，大东部大区下属的城际客运提供巴士线路，可前往埃皮纳勒和讷沙托。
2019年，73.9%的沙特努瓦家庭拥有至少一辆私人汽车。2019年，沙特努瓦境内共发生各类交通事故1起，造成2人受伤，其中1人重伤。
| 10 | 1.7 |

| 埃皮纳勒 | 58 |

| 讷沙托 | 14 |

| 戈尔贝 | 56 |

### 铁路
沙特努瓦位于讷沙托－埃皮纳勒铁路上，该铁路沙特努瓦附近路段仅供少量货运列车运行。
距离沙特努瓦最近的运营中的客运铁路车站为14公里外的讷沙托站，该站停靠往返于第戎和南锡一线的区域列车。

### 航空
距离沙特努瓦最近的民用航空站为洛林机场，距离沙特努瓦市中心的公路里程约106公里。

### 城市公共交通
截至2023年3月，沙特努瓦暂无城市公共交通系统。

## 政治

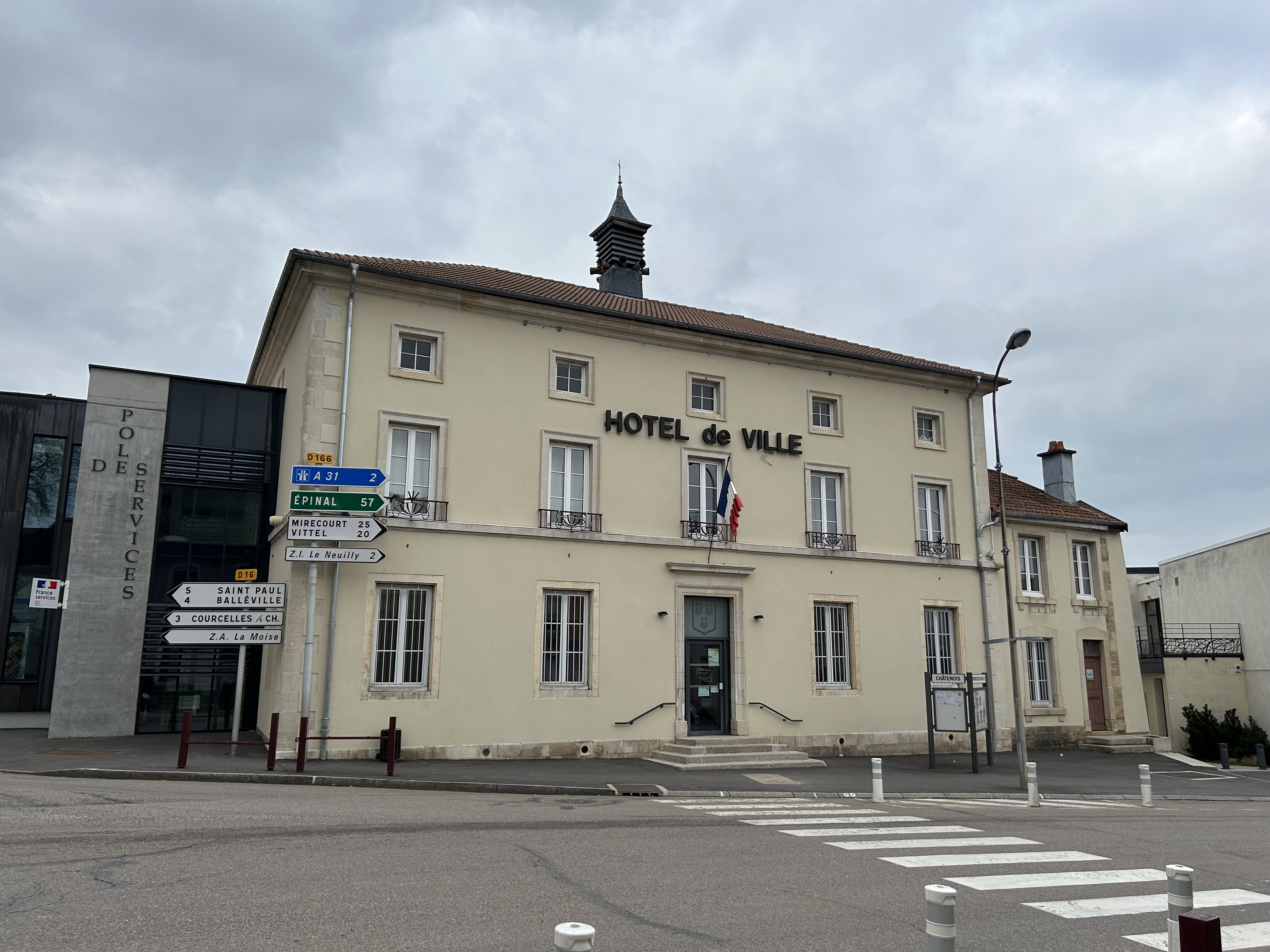
沙特努瓦市政厅

沙特努瓦的现任市长为居伊·索瓦日先生（Guy SAUVAGE），他是一名右翼无党派人士，在2020年的市政选举中获得了100.00%的支持率（无其他候选人）。
在2022年的法国总统大选中，法国第25任总统埃马纽埃尔·马克龙在沙特努瓦获得了50.07%的支持率。

## 人口
2019年，沙特努瓦市镇人口数量为1,702，在法国排名第6,259位。其中男性838人，女性864人，75岁及以上人口占8.3%，外籍人口数量为171人，人口密度为97人/平方公里，当地居民被称为（男性）或（女性）。2020年，沙特努瓦境内出生18人，死亡人口27人。
| 沙特努瓦1901年－2020年人口变化情况 |
|                                    |
| 数据来源：Cassini、INSEE           |

## 经济
沙特努瓦是一个区域性的中心城市。截止2023年3月，沙特努瓦市镇范围内共有各类用人单位（包含自雇）285家，平均历史为17年，均为中小型企业（PME），2023年1月至3月间，当地的经济活力指数为0.35%。（零售）、（汽车销售）及（水果储藏运输）是当地2021年营业额最高的三个企业，分别为11,534,708欧元、5,035,057欧元和3,899,540欧元。

## 财政与居民收入
2021年，沙特努瓦的财政收入总额为2,139,360欧元，财政支出总额为1,679,450欧元，当年的债务总额为1,053,060欧元。2021年，沙特努瓦市镇通过增值税获得170,980欧元的收入，此外当地还共获得了769,480欧元的国家直接财政补助。
2020年，沙特努瓦的人均月收入总额为1,726欧元，低于法国平均水平（2,303欧元）。
2019年，沙特努瓦境内的青壮年（15至64岁）失业率为21.1%；当地36.9%的家庭拥有纳税资格，平均纳税2,411欧元，低于法国平均水平（3,910欧元）。

## 社会事务

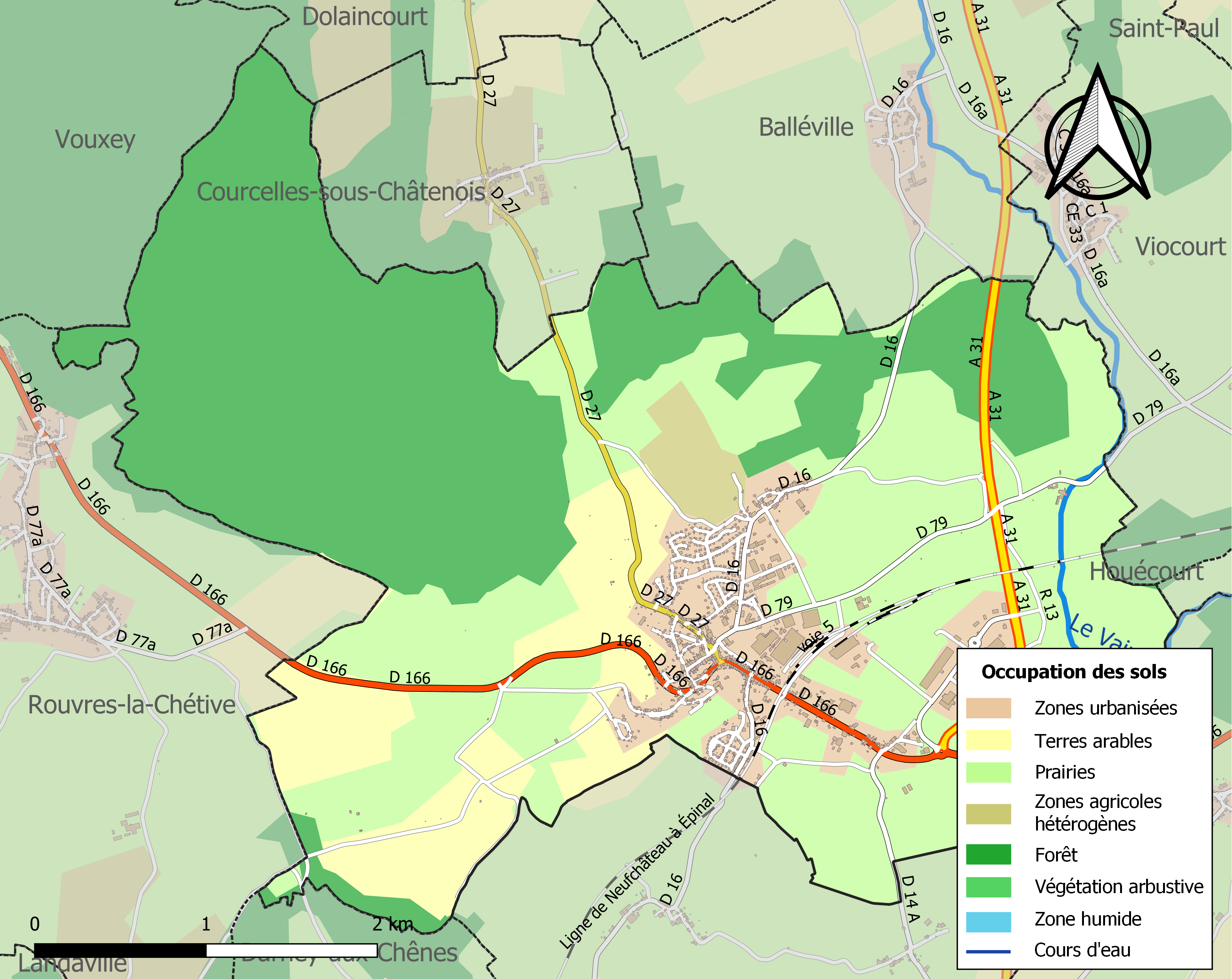
沙特努瓦土地利用情况地图

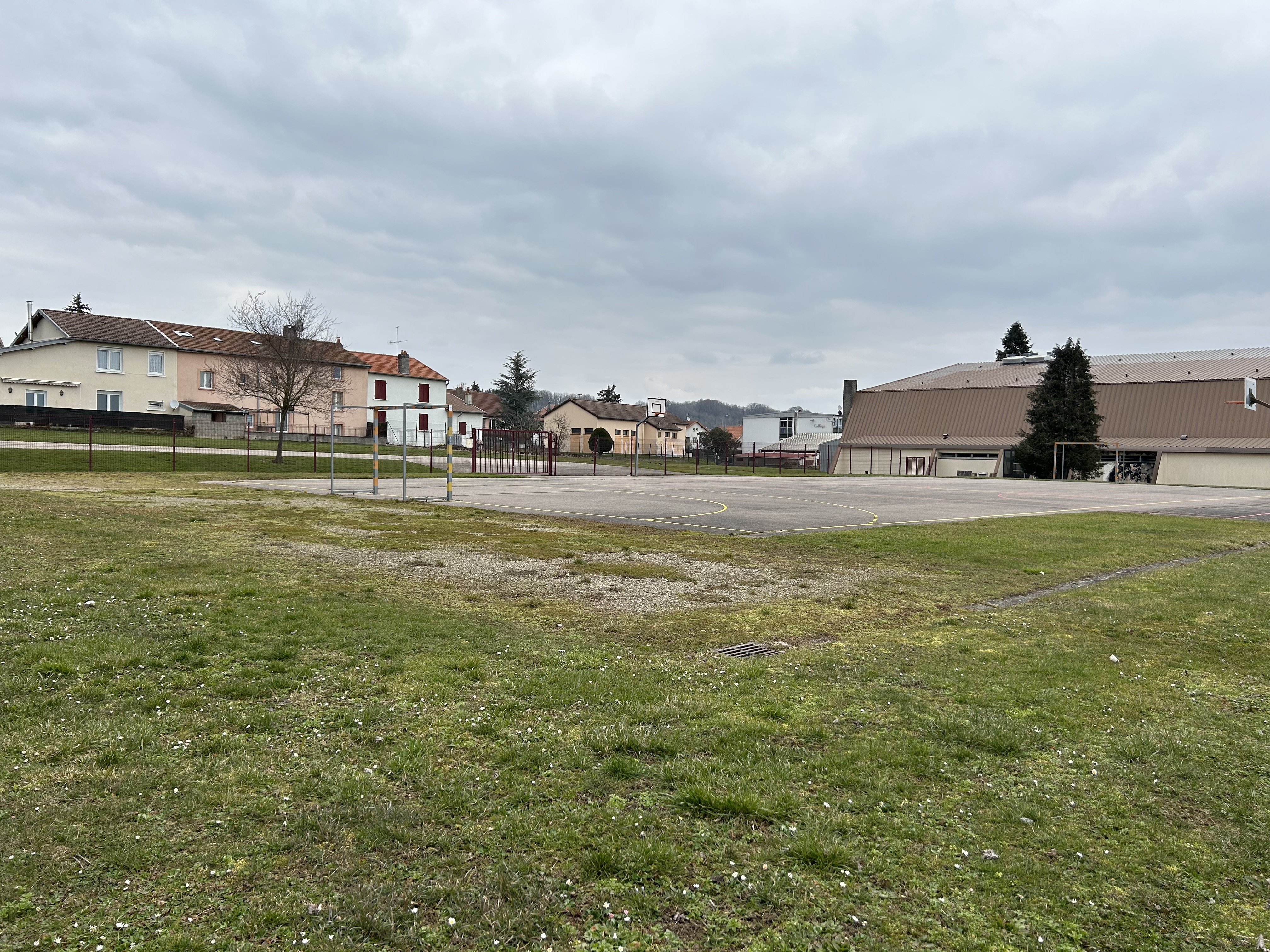
沙特努瓦的一处开放式球场

### 教育
沙特努瓦属于南锡-梅斯学区。截止2021年1月1日，沙特努瓦境内共有1所幼儿园、1所小学和1所初级中学。2021至2022学年度，沙特努瓦境内共有在校中等教育阶段学生197名。

### 医疗
截止2021年1月1日，沙特努瓦境内共有全科医生2名、保健师2名和护士8名。境内共有药房1家、残疾人帮扶中心1家。
距离沙特努瓦最近的区域性医疗机构为“西孚日市际中心医院”（Centre Hospitalier Intercommunal Ouest Vosgien），其主病区位于讷沙托市区，距离沙特努瓦市区的正常车程大约16分钟，该院设有床位251个，是当地规模最大的公立综合性医院。

### 住房
2019年，沙特努瓦境内共有各类住房901套，其中64.3%为独立式居民区，35.1%为集中式居民区。常住房屋占沙特努瓦市镇范围内居民建筑总量的86.2%。
在住房保障政策方面，2021年，沙特努瓦境内共有212户家庭获得了住房经济补助，受益人数占总人口数量的12.5%，其中204份为房租补助。

### 商业
2021年，沙特努瓦境内共有各类实体商铺53家，其中餐厅6家、大型超市2家、杂货店3家、面包房2家、肉铺1家、装饰品店1家、银行门店1家、美容美发店5家、汽车维修店5家。市区东部建有Super U和ALDI购物商场。

### 体育
2021年，沙特努瓦境内共有1间体育馆、3处网球场以及1处足球或橄榄球场。
截至2023年1月，沙特努瓦境内共有两家注册足球俱乐部。沙特努瓦青年体育会（Jeunesse Sportive Châtenois，编号581976）是当地的代表性足球队，成立于2020年，其主队2022至2023赛季参加孚日省足球联赛丙组（法国第十一级别），其主场为顾拜旦球场（Stade Pierre de Coubertin）。

### 环境
沙特努瓦的环境事务由其所属的西孚日市镇公共社区联合各级政府协调负责。2021年，沙特努瓦境内暂无污染企业。

### 治安
沙特努瓦及其附近的共235个市镇是讷沙托国家宪兵队的管辖范围。2020年，该宪兵队累计记录各类案件2,290起，其中盗窃类案件1,152起，经济类案件319起，毒品交易类案件139起。

## 文化

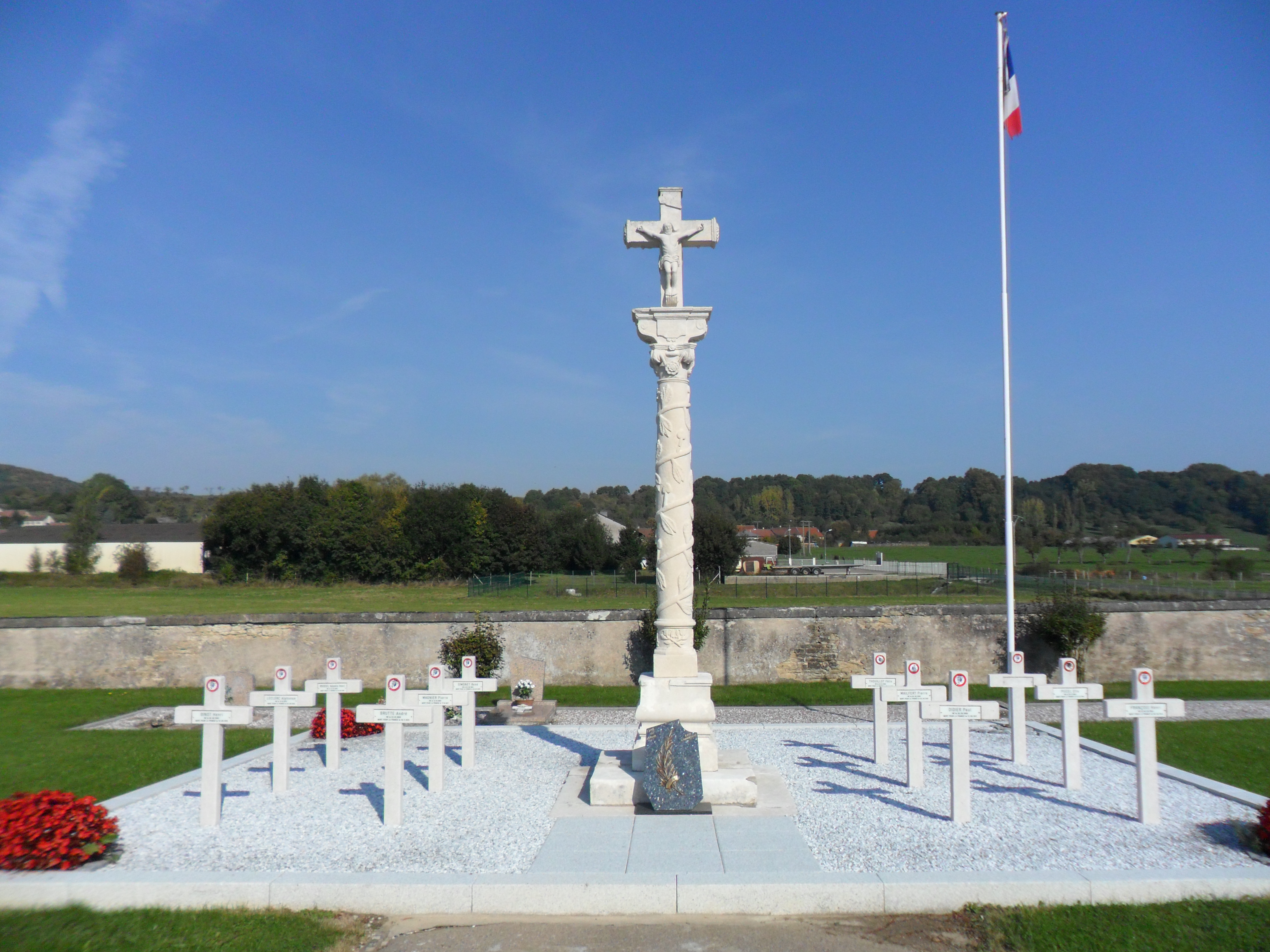
沙特努瓦公墓十字架

2021年，沙特努瓦境内共有1家剧场。沙特努瓦境内建有市政图书馆，每周二、三、四、六向公众开放。

### 建筑
沙特努瓦境内有多处历史建筑，其中沙特努瓦十字架为法国国家文物保护单位，圣伯多禄教堂（Église Saint-Pierre）则是当地的地标性建筑物。

### 旅游
沙特努瓦的旅游事务由其所属的西孚日市镇公共社区负责。2022年，沙特努瓦境内暂无任何游客接待设施。

### 媒体
法国主要的媒体均可在沙特努瓦接收，法国电视三台下属的大东部大区频道在部分时段播出沙特努瓦所在孚日省的地方新闻。孚日电视台（Vosges TV）、蓝色法兰西南洛林广播、《孚日早报》、《百分百孚日》等为当地的主要地方性媒体。

## 相关人物
法国女画家安娜·弗朗赛出生于沙特努瓦。

## 友好城市
截至2023年3月，沙特努瓦共与一座城市互为友好城市关系：
- 德国 Heide